# 等待飛魚
《等待飛魚》是由台灣作家與編劇岳清清於2005年台灣電影，內容敘述一個台北來的女孩李晶晶（廖語晴），與蘭嶼達悟族男孩謝避風（王宏恩）之間所發生的浪漫愛情故事。

## 演出
- 李晶晶（廖語晴）
- 謝避風（王宏恩）
- 吉達
- 晴光

## 編劇
岳清清

## 故事大綱
從台北女孩李晶晶來到蘭嶼工作，她在蘭嶼機場遇見達悟族男孩謝避風。她租下避風一台名叫「飛魚一號」的敞篷車，認識三個自稱是年輕有為的「三劍客」避風、吉達、晴光。有一天她的錢包遺失了，無法支付旅館房租也無法回到台北，於是謝避風便邀請李晶晶至他家住，朝夕相處，日久生情。李晶晶帶五支新穎的手機，要做手機收訊的訊號測試，後來她發現台北的男友變心，便將男友送的戒指丟入大海；在李晶晶崩潰之餘，謝避風將被豬叼走的皮夾還給李晶晶。
李晶晶要離開蘭嶼之際，謝避風將戒指以及親手雕製的飛魚髮簪送給李晶晶。李晶晶回到台北後成為游泳教練，後來在洗髮店聽見謝避風的留言，於是決定回到蘭嶼生活。冬天過去，飛魚季又將來臨，隨著飛魚到來，避風和晶晶再度相遇。

## 參展及得獎紀錄
2005 韓國釜山影展「APEC單元」入圍

2005 日本東京影展「亞洲之風」單元入圍

2006 日本福岡影展

2008 第四屆亞特蘭大影展

## 文化象徵
飛魚是達悟族的象徵。

## 外部連結
- Yahoo奇摩電影上《等待飛魚》的資料（繁體中文）
- 開眼電影網上《等待飛魚》的資料（繁體中文）
- 豆瓣电影上《等待飛魚》的資料 （简体中文）
- 时光网上《等待飛魚》的資料（简体中文）
- AllMovie上《等待飛魚》的资料（英文）
- 爛番茄上《等待飛魚》的資料（英文）
- 香港影庫上《等待飛魚》的資料（繁體中文）
- 互联网电影数据库（IMDb）上《等待飛魚》的资料（英文）